# 田代太田古墳

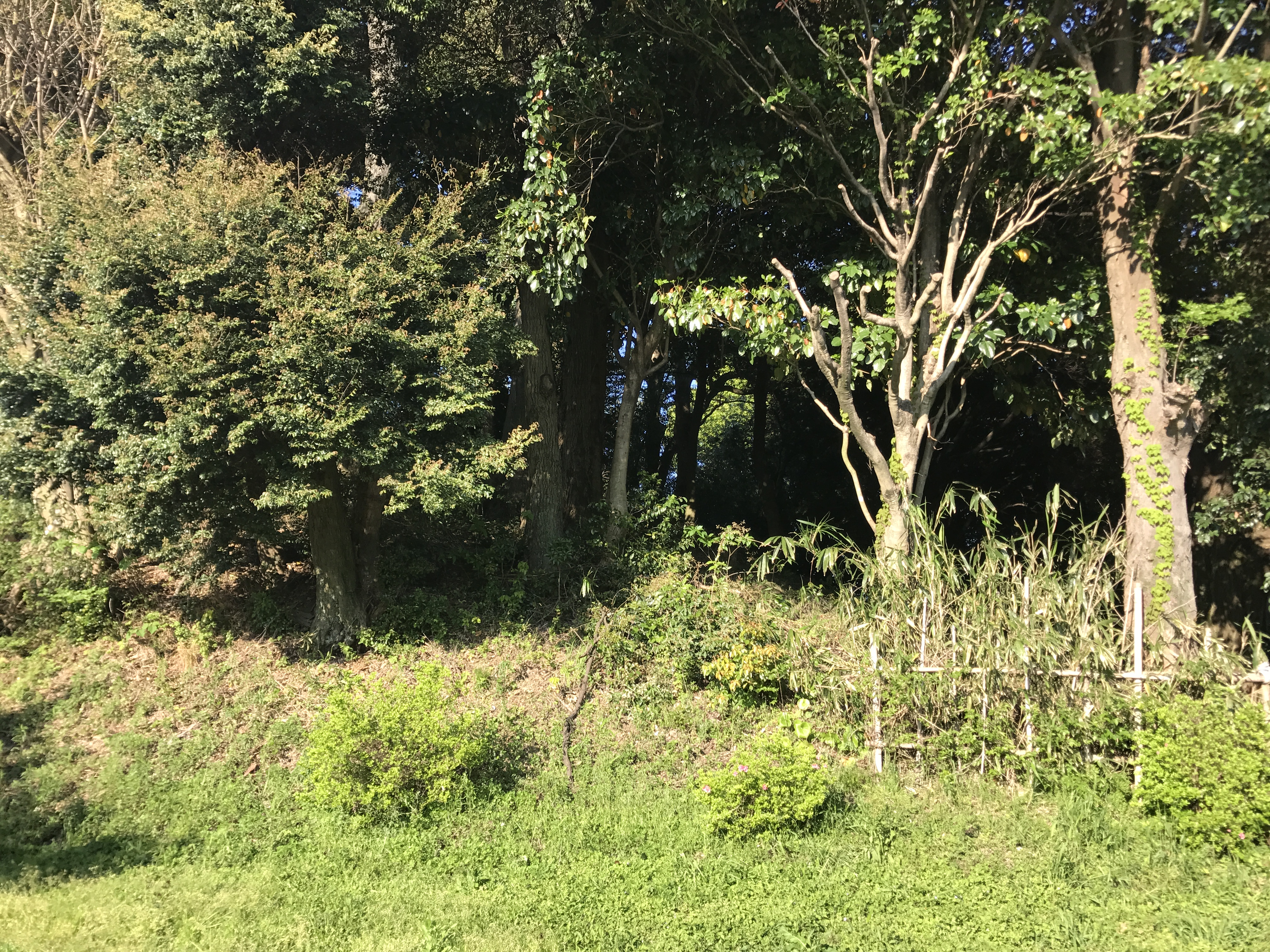
南側から

田代太田古墳（たしろおおたこふん）は、佐賀県鳥栖市田代本町に所在する円墳。早くから彩色壁画系の装飾古墳の一つとして知られる1基で、大正15年には国の史跡に指定されている。周辺には剣塚、岡寺、庚申堂塚など6世紀代の前方後円墳が点在し有力な豪族がいたことがわかっており、田代太田古墳の被葬者もその一人と見られている。
民家の敷地内にある古墳であり、また保存上の問題もあるため、年1回の特別公開時以外は非公開となっている。

## 概要
脊振山系の九千部山（847.5ｍ）の支峰杓子ヶ峰（312.3m）から東南方向に伸びる、大木川と山下川によって形成された高位段丘の縁辺部、標高約51mに立地する。2段築成の円墳で径約42m、高さは現状で約6mあるが、周辺の開発により墳丘の一部に民家などが建設されたことから形態や規模などには不明な点も多い。

### 石室
全長約9ｍの横穴式石室で、南に開口する。前室、中室、後室の3室構造。後室は高さ約3ｍで、屍床は3体分。中室は2体分の屍床があるが木棺を使用せずに被葬者が横臥されていたことが蛍光X線分析で判明している。前室は築造当初は羨道として計画されていたものが改造されている蓋然性が強いことが側壁の石積み状況などから指摘されているが、改変の時期は不明。また、構造的には中室と後室の天井部分は石材が持ち送られてドーム状となるが、前室は眉石に天井石を架構するだけとなっている。

### 装飾壁画
装飾文様は後室奥壁の2.3m、高さ1.1mの腰石と、後室と中室の間の袖石の手前部分、中室右側の壁に、赤・黒・緑の3色と石室材である花崗岩の黄色い岩肌を加えた4色を用いて描かれている。赤色顔料はベンガラ、黒色顔料は炭化物、緑色顔料は海緑石を使用している。
描かれた壁画は連続三角文、大小の同心円文、花弁の内部に緑を入れた花文、挙手人物像や弓を引く騎馬人物像、船上人物像、蕨手文、船、高坏、盾、ゴンドラ船などが確認できる。構図の特徴として、連続三角文や蕨手文などの抽象的な文様と、人物像のような具体的なものとを組み合わせて配していることが挙げられ、一種の物語を表しているようにも見える。連続三角文は、ヘビなどのウロコであり魔除けの象徴化、大きさや色彩構成がそれぞれ異なる4つの同心円文については、四季の時空を表現していると考えられている。